# Mariana Vargas Magaña
Mariana Vargas Magaña (Ciudad de México) es una cosmóloga observacional mexicana. Su trabajo se centra en las Oscilaciones Acústicas de Bariones (BAO) con galaxias como trazadores de materia y en pruebas a la teoría de la relatividad General. Es pionera en colaboraciones cosmológicas entre su país y proyectos internacionales desde 2012 y su trabajo ayuda a entender la naturaleza de la energía Oscura y la materia oscura.

## Trayectoria
Mariana Vargas estudió física en la Universidad Nacional Autónoma de México, donde se tituló en 2007. Posteriormente realizó una maestría en física en la Universidad de París - Sur en 2008 y obtuvo su doctorado en ese campo en la Universidad Denis Diderot. Es profesora de la Facultad de Ciencias y del Instituto de Astronomía e investigadora del Instituto de Física de la UNAM.
Desde 2007 colabora en proyectos como el Sloan Digital Sky Survey y la Colaboración DESI, contribuyendo a generar y optimizar nuevos métodos para combinar experimentos y extraer la máxima información cosmológica de ellos.
Además, en el marco de la pandemia por el SARS-CoV-2, colaboró en el análisis de la trayectoria del virus en territorio mexicano para detallar cómo surge un brote infeccioso, su crecimiento y cómo decae en función de dos parámetros, uno biológico y otro social.

## Líneas de investigación
- Cosmología con censos de galaxias.
- Cosmología observacional.
- Energía oscura y materia oscura.
- Estudio de estructuras del universo a gran escala.
- Experimentos de energía oscura.
- Oscilaciones acústicas de bariones.
- Pruebas a la relatividad general con censos espectroscópicos.

## Publicaciones
Mariana Vargas tiene cerca de 100 artículos académicos publicados y más de 14 000 citas, en los más citados están los siguientes:
- Observation of a New Boson at a Mass of 125 GeV with the CMS Experiment at the LHC (2012).
- The clustering of galaxies in the completed SDSS-III Baryon Oscillation Spectroscopic Survey: cosmological analysis of the DR12 galaxy sample (2016).
- Performance of CMS Muon Reconstruction in pp Collision Events at sqrt(s)=7 TeV (2012).
- The clustering of galaxies in the SDSS-III Baryon Oscillation Spectroscopic Survey: Baryon Acoustic Oscillations in the Data Release 10 and 11 galaxy samples (2014).
- Testing the theory of gravity with DESI: estimators, predictions and simulation requirements (2021).